# زلیتن
زلیتن (به عربی: زلیتن) یک شهر در لیبی است که در Tripolitania واقع شده‌است.

## خصوصیات
زلیتن ۲۳۱٬۰۰۰ نفر جمعیت دارد.